# هافرلا
هافرلا (به آلمانی: Haverlah) یک شهر در آلمان است که در Wolfenbüttel واقع شده‌است. هافرلا ۱٬۶۶۶ نفر جمعیت دارد.